# Piper sinuatispicum
Piper sinuatispicum är en pepparväxtart som beskrevs av William Trelease. Piper sinuatispicum ingår i släktet Piper och familjen pepparväxter. Inga underarter finns listade i Catalogue of Life.